# Kurt Stark

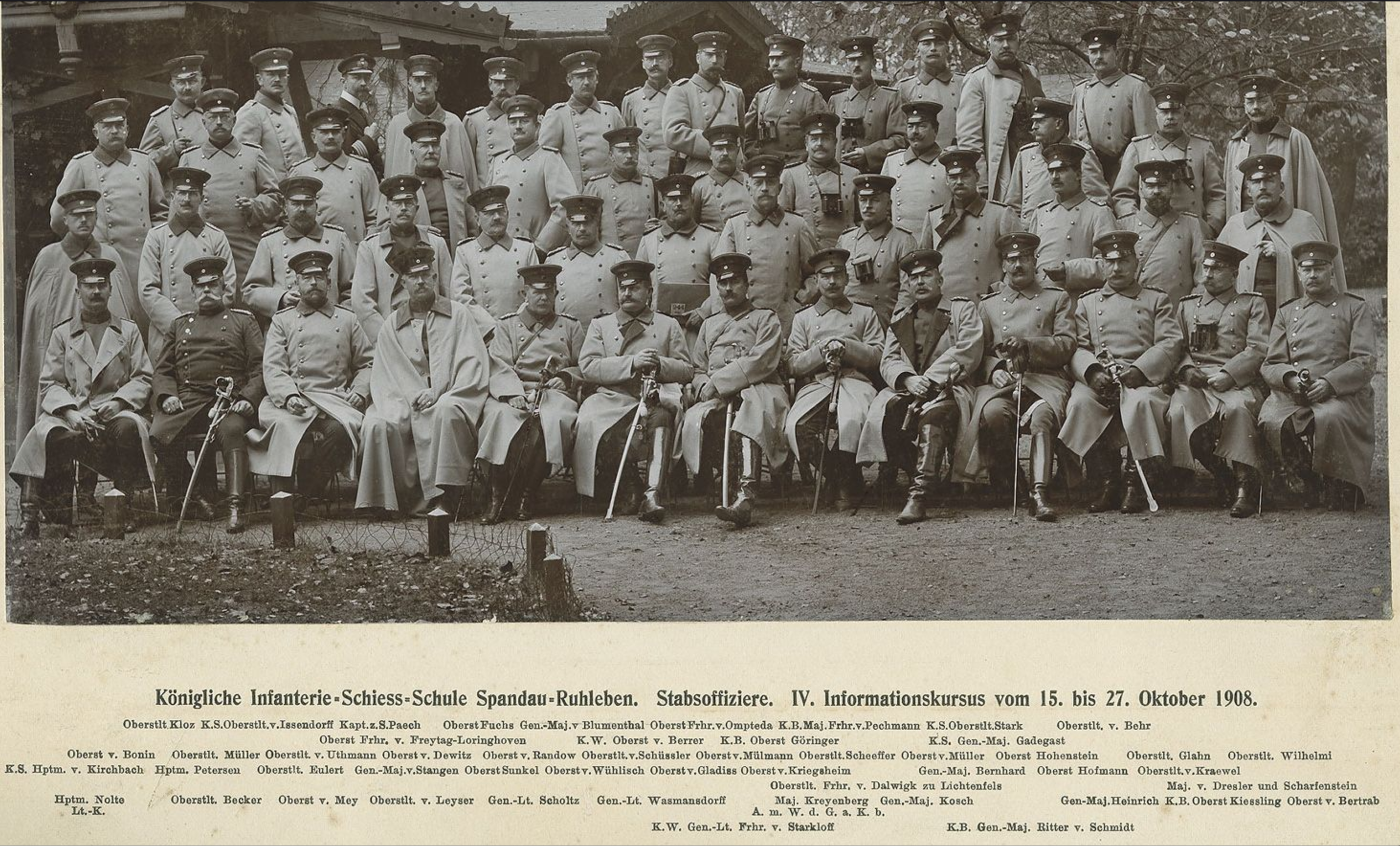
Kurt Stark als Teilnehmer des IV. Informationskursus an der Schiessschule bei Spandau

Kurt Alphons Stark (* 18. Mai 1858 in Schleinitz bei Osterfeld; † 13. September 1934 in Dresden) war ein sächsischer Generalleutnant.

## Leben
Kurt Stark trat 1872 in den Kadettenkorps der sächsischen Armee ein und wurde nach vieljähriger Erziehung am 20. November 1877 als Fähnrich dem 2. Grenadier-Regiment Nr. 101 „Kaiser Wilhelm, König von Preußen“ unter dessen Regimentskommandeur Oberst Johann O’Byrn übergeben. Am 6. Oktober 1878 avancierte er zum Leutnant und durchlief in den folgenden Jahren eine typische militärische Laufbahn, wonach er u. a. zum Pionier-Bataillon Nr. 12 abkommandiert wurde und am 22. November 1885 zum Oberleutnant aufstieg. Am 23. Mai 1891 stieg er zum Hauptmann und Kompaniechef beim Infanterie-Regiment „König Wilhelm II. von Württemberg“ (6. Königlich Sächsisches) Nr. 105 auf und verblieb die nächsten Jahre in dieser Eigenschaft. 
Unter Beförderung zum Major am 19. Juni 1900 wurde er Bataillonskommandeur des III. Bataillons beim 11. Infanterie-Regiment Nr. 139. Nachfolgend wurde er in gleicher Eigenschaft zum II. Bataillon des Schützen-(Füsilier-)Regiment „Prinz Georg“ (Königlich Sächsisches) Nr. 108 versetzt und mit der Wahrnehmung der Geschäfte des Vorsitzenden der Schießplatz-Verwaltung Königsbrück ernannt. Nach Beförderung zum Oberstleutnant am 23. September 1905 wurde er etatsmäßiger Stabsoffizier beim 9. Infanterie-Regiment Nr. 133 und übernahm nach Beförderung zum Oberst am 15. November 1908 das 11. Infanterie-Regiment Nr. 139. Unter Genehmigung seines Abschiedsgesuches wurde Stark 1911 zur Disposition gestellt und der Landwehr überführt, wo er als Kommandant des Truppen-Übungsplatz Königsbrück verwendet wurde. Der Charakter eines Generalmajors wurde ihm am 13. Dezember 1912 verliehen.
Nach Ausbruch des Ersten Weltkrieges verblieb er in seiner Position und wurde im September 1914 mit dem bayerischen Militär-Verdienst-Orden II. Klasse ausgezeichnet. Im Februar 1915 wurde er unter Belassung in seiner Stellung und unter Verleihung des Patentes zu seinem Dienstgrad zum Inspekteur der Kriegsgefangenenlager im Bereich des XII. (I. Königlich Sächsischen) Armee-Korps und des XIX. (II. Königlich Sächsischen) Armee-Korps ernannt worden. Im Januar 1916 wurde er mit dem Kriegsverdienstkreuz ausgezeichnet. Im Mai 1917 wurde er auch mit dem Komturkreuz II. Klasse des sächsischen Verdienstorden ausgezeichnet. Er schied mit dem Charakter eines Generalleutnants aus dem Militärdienst aus.